# Crenicichla albopunctata
Crenicichla albopunctata és una espècie de peix de la família dels cíclids i de l'ordre dels perciformes.

## Morfologia
Els mascles poden assolir els 14 cm de longitud total.

## Distribució geogràfica
Es troba des de la Guaiana Francesa fins a la Guaiana.